# Troyes-5 (tổng)
Tổng Troyes-5 là một tổng của Pháp nằm ở tỉnh Aube trong vùng Grand Est.

## Địa lý
Tổng này được tổ chức xung quanh Troyes ở quận Troyes. 

## Hành chính
| Giai đoạn | Ủy viên         | Đảng | Tư cách |
| --------- | --------------- | ---- | ------- |
| 2004-2010 | Sibylle Bertail | UMP  |         |

## Các đơn vị hành chính
| Xã     | Dân số     | Mã bưu chính | Mã insee |
| ------ | ---------- | ------------ | -------- |
| Troyes | 60 958 (1) | 10000        | 10387    |

(1) một phần xã.

## Thông tin nhân khẩu
| 1962                                                     | 1968 | 1975 | 1982 | 1990 | 1999 |
| -------------------------------------------------------- | ---- | ---- | ---- | ---- | ---- |
| -                                                        | -    | -    | -    | -    | -    |
| Nombre retenu à partir de 1962 : dân số không tính trùng |      |      |      |      |      |